# 長山串
長山串（チャンサンゴッ、ちょうざんかん）は朝鮮民主主義人民共和国黄海南道龍淵郡長山里に属し、北に西朝鮮湾、南に京畿湾の開ける、海州の西92km、朝鮮半島の中間よりやや北方の黄海に最も突出した地域である龍淵半島（長山半島）の先端にある岬。海食崖が発達した絶壁や奇岩が屏風のように並んだ崖と松柏の美林に覆われる。
鋸歯状の層岩絶壁が海に沿って聳える天涯・奇岩を織り成す名所として知られてきた。一帯は北朝鮮政府により長山串植物保護区に指定されている。
長山串マル（장산곶마루）または武陵台（무릉대、武陵臺）と呼ばれる天然の展望台からは周囲の景勝と海を一望できる。北の方向には尾根に沿って国祀峯（242m）、泰山峯（380m）が位置する。
岬の突端により付近の海は渦を巻き海難事故の多い航海の難所として知られる。

## 航海の難所
塩瓮岩（염옹암、鹽瓮岩）という二つの柱状の岩が立つところの水流は曲がりうねっており昔から座礁や難破が多かった。昔の漁師たちは安全を祈って長山串祠（장산곶사）を同地に建立し、海竜王に春秋毎に祭祀を捧げたという。
『沈清伝』に登場する「印塘水」はまさに水の流れが速いここを指すといい、港から細工物を積んで中国へ向かう船はこの難所を必ず通り抜けなければならず、作中で孝女沈清が犠牲となって身を投げた舞台である。

## 産業
この地の松林は李朝時代には船や宮室用木材供給地として保護された。
分布する岩石には石灰岩と粘板岩があり、海州硯の原料として海底の凝灰質粘板岩が供された。
北に13kmの夢金浦、南に30kmの九味浦はいずれも白砂青松の海水浴場として知られる。
夢金浦港や岬南方の韓国の支配地域である白翎島を根拠として水産業が盛んで近海はイシモチ、フグなどの漁場である他、大青島と小青島（いずれも韓国支配地域）は捕鯨で知られていた。